# Emma Lahana
Emma Kate Lahana (Auckland; 27 de junio de 1984) es una actriz y cantante neozelandesa. Es más conocida por interpretar a Kira Ford en Power Rangers Dino Thunder y a Brigid O'Reilly/Mayhem en Cloak & Dagger.

## Infancia
Lahana comenzó a amar la música y al baile desde niña, y sus primeros recuerdos son tratando de imitar a los artistas que veía en la televisión, desde Michael Jackson a Judy Garland. Comenzó a asistir a clases de ballet cuando tenía tres años. A la edad de cinco, su familia se trasladó a distintas islas del Pacífico.

## Carrera
Lahana ha explorado distintas formas de arte, incluyendo el violín, la actuación, el teatro musical y el baile. Participó durante dos temporadas en una popular telenovela. También ha formado parte de varios musicales.
Interpretó a Erin Kingston en el drama de televisión Shortland Street, apareció en Street Legal y fue Fiona en la película de Disney You Wish!
En 2003 obtuvo el papel de Kira Ford o la Ranger amarilla en Power Rangers Dino Thunder. Después de haber audicionado para el papel de Tori Hanson/Blue Wind Ranger en Power Rangers Ninja Storm, que finalmente obtuvo Sally Martin, irónicamente participó con ella en un episodio, titulado "Thunder Storm", de Power Rangers Ninja Storm y en el episodio "Once a Ranger" de Power Rangers Operation Overdrive, con motivo del 15.º aniversario de Power Rangers.
En abril de 2005, firmó con Big Much Records, propiedad del productor neoyorquino Peter Rizzo. Aunque posteriormente rechazó el contrato, explicando que se había dado cuenta de que actuar era lo que realmente quería y la experiencia la había hecho tomar la actuación en serio.
Apareció en un episodio de Stargate Atlantis e hizo su debut en cine en Alien Agent.

## Filmografía

### Cine
- Alien Agent (2007) .... Julie
- The Girlfriend Experience (2008).... Adrian
- Ratko: The Dictator's Son (2009).... Sorority Girl in Sweats
- Transparency (2009).... Alex
- Dear Mr. Gacy (2010).... Alyssa
- Afterparty (2013).... Hailey
- Safer at Home (2021).... Mia

### Televisión
- Shortland Street (serie de televisión).... Erin Kingston (2000-2001)
- You Wish! (2003) (TV) .... Fiona
- Power Rangers Dino Thunder (2004) (serie de televisión) .... Kira Ford / Ranger Amarilla Dino Thunder
- Power Rangers S.P.D. (2005) (invitada)... como Kira Ford / Ranger Amarilla Dino Thunder
- Nobody (2007) .... Kara
- Supernatural (2007) .... Jen
- Kyle XY (2007) (TV) .... Sin acreditar
- Power Rangers Operation Overdrive (2007) (invitada) ... como Kira Ford / Ranger Amarilla Dino Thunder
- Whistler (2007) ... Angela
- Stargate Atlantis (2008).... Ava Dixon
- The L Word (2008).... Missy P
- Psych (2009).... Mesera
- Polar Storm (2009).... Zoe
- The Guard (2009) .... Emily Greig
- Seven Deadly Sins (2010) ... Beth Manning
- Heartland (2010–2011) .... Blair
- Hellcats (2010-2011)......Charlotte Monroe
- Trading Christmas (2011).....Heather Spengler
- Big Time Movie (2012)......Penny Lane
- Emily Owens M.D. (2012)..... Hannah
- Arctic Air (2013)......Alex
- Haven (2013)...... Jennifer Mason
- Private Eyes (2018)...... Holly Brown
- Cloak & Dagger (2018-2019)......Brigid O'Reilly/Mayhem
- Power Rangers Beast Morphers (2020) (invitada)... como Kira Ford / Ranger Amarilla Dino Thunder

## Musicales en teatro
- Jesus with the Light (abril de 2003) ... Interpretó y grabó en la producción teatral.
- The Wizard of Oz (Harlequin Theatre, Howick - septiembre de 2002) ... Dorothy (papel principal)
- Big River (Aotea Centre, Auckland - noviembre de 2001) ...Mary Jane (papel principal). También fue la coreógrafa.
- Guys and Dolls (Pumphouse Theatre, Takapuna - noviembre de 2001) ... Hot Box Girl
- The King and I (Aotea Centre, Auckland/Founders Theatre, Hamilton - junio de 2001) Anna (papel principal). También fue la coreógrafa.
- Peter Pan (Aotea Centre, Auckland - noviembre de 2000) ...Wendy (papel principal). También fue la coreógrafa.
- New York, New York - A Broadway Review (Sky City Theatre - agosto de 2000) ... Líder femenina y solista
- Joseph and the Amazing Technicolor Dreamcoat (Bruce Mason Theatre, Takapuna - noviembre de 1999) ... Narradora
- 1999 International Music Festival (Ópera de Sídney - junio de 1999) ... Miembro del Leonessa Chamber Choir (Medallista de Plata).

## Apariciones e interpretaciones
- 2005 London International Advertising Awards (11/07/05)
- The Living Room in NYC (9/07/05)
- Comic-Con International 2005 (7/17/05)
- Power Morphicon: Los Angeles 2007 (06/2007)